# William Langford (cónego)
William Langford DD (falecido em 21 de janeiro de 1814) foi um cónego de Windsor de 1787 a 1814.

## Carreira
Ele foi educado no King's College, em Cambridge.
Ele foi nomeado:
- Mestre Inferior (Ostiarius) do Eton College 1775
- Prebendário da 3ª bancada em Worcester 1785 - 1787
- Vigário de Nether Stowey, 1796
- Reitor de Newdigate, Surrey
- Vigário de Isleworth 1801
- Companheiro de Eton

Ele foi nomeado para a quinta bancada na Capela de São Jorge, Castelo de Windsor em 1787 e ocupou a canonaria até 1814.